# Where the Happy People Go
Where the Happy People Go è il primo album dei The Trammps uscito per l'etichetta Atlantic Records nel 1976.

## Tracce
1. Soul Searchin' Time – 6:03
2. That's Where the Happy People Go – 7:50
3. Can We Come Together – 5:33
4. Disco Party – 8:11
5. Ninety-Nine and a Half (Won't Do) – 5:07
6. Hooked for Life – 4:42
7. Love Is a Funky Thing – 3:16